# Chiesa di Santa Maria delle Grazie (Sannicola)
La chiesa di Santa Maria delle Grazie è la parrocchiale di Sannicola, in provincia di Lecce e diocesi di Nardò-Gallipoli; fa parte della forania Sant'Agata.

## Storia
Già nel Medio Evo esisteva un luogo di culto dedicato a San Nicola di Bari, che era caratterizzato dell'abside affrescata.
Nel 1567 il vescovo di Gallipoli Giovanni Francesco Cibo, durante la sua visita pastorale, trovò che la chiesetta era un rudere crollato.
La nuova chiesa fu costruita nel 1640; dell'antica cappella, come rilevato dal vescovo Giovanni Montoja de Cardona nel 1660, si erano conservati sono l'abside e alcuni muri.
Nel 1715 la chiesa fu interessata da un ampliamento in occasione del quale si provvide ad aggiungere una campata e a riedificare la facciata; un secondo ingrandimento venne condotto tra il 1793 e il 1797 e in quell'occasione il titolo venne mutato da San Nicola a Santa Maria delle Grazie.
Il vescovo Giuseppe Maria Giove eresse nel 1842 la chiesa in parrocchiale rendendola così definitivamente autonoma; nel 1912 venne costruita l'abside.
Nel 1969 fu eseguito l'adeguamento liturgico secondo le norme postconciliari mediante l'aggiunta dell'ambone e dell'altare rivolto verso l'assemblea.

## Descrizione

### Esterno
La facciata a capanna della chiesa, rivolta a sudovest, presenta centralmente il portale d'ingresso e una finestra a foggia d'una lira, mentre ai lati vi sono due grosse paraste sorreggenti il coronamento mistilineo.
Alle spalle della parrocchiale s'erge il campanile a base rettangolare, demolito pressoché per intero nel 1940 per via dei danni di un fulmine e ripristinato nel 2002; la cella presenta sui lati est ed ovest due finestre termali e su quelli nord e sud due monofore.

### Interno
L'interno dell'edificio si compone di un'unica navata, sulla quale si affacciano una cappella laterale e i due bracci del transetto introdotti da archi a tutto sesto e le cui pareti sono scandite da paraste sorreggenti la trabeazione modanata e aggettante sopra la quale si impostano le volte a stella; al termine dell'aula si sviluppa il presbiterio, rialzato di alcuni gradini e chiuso dall'abside di forma quadrangolare.